# Cratere Winthrop
Winthrop è un cratere lunare di 17,25 km situato nella parte sud-occidentale della faccia visibile della Luna.